# Панкратов, Сергей Валерьевич
Сергей Валерьевич Панкратов (Пустой шаблон {{ВД-Преамбула}} ) — советский, российский хоккеист, защитник.

## Биография
Хоккеем начал заниматься в 10 лет, тренеры Е. Б. Никифоров, Л. А. Гаряев, А. М. Хомутов. Дебютировал в «Ижстали» 2 декабря 1980 года в матче первой лиги против «Дизелиста». Большую часть следующего сезона провёл в команде второй лиги «Прогресс» Глазов, сыграв за «Ижсталь» два матча в высшей лиге. В сезоне-1982/83 сыграл 4 матча за «Ижсталь» в чемпионате и 27 — за пермский «Молот» в первой лиге. В следующем сезоне провёл 23 матча в высшей лиге. В сезоне-1984/85 провёл три матча в получил сотрясение мозга и перелом носа — на тренировке после стычки с Гатаулиным и Комраковым.
Во время восстановления работал тренером в спортшколе, учителем физкультуры в школе. На высший уровень не вернуся, играл за «Ижсталь» (1986/87), «Торпедо» Нефтекамск (1987/88 — 1988/89, капитан), «Нефтехимик» Нижнекамск (1990/91 — 1991/92, ассистент капитана).
Работал в бизнесе, с 1995 года — администратор в «Ижстали». В 2000-х уехал в США, водитель.